# Castelnau-d'Estrétefonds
Castelnau-d'Estrétefonds là một xã thuộc tỉnh Haute-Garonne trong vùng Occitanie ở tây nam nước Pháp. Xã nằm ở khu vực có độ cao trung bình 118 mét trên mực nước biển.

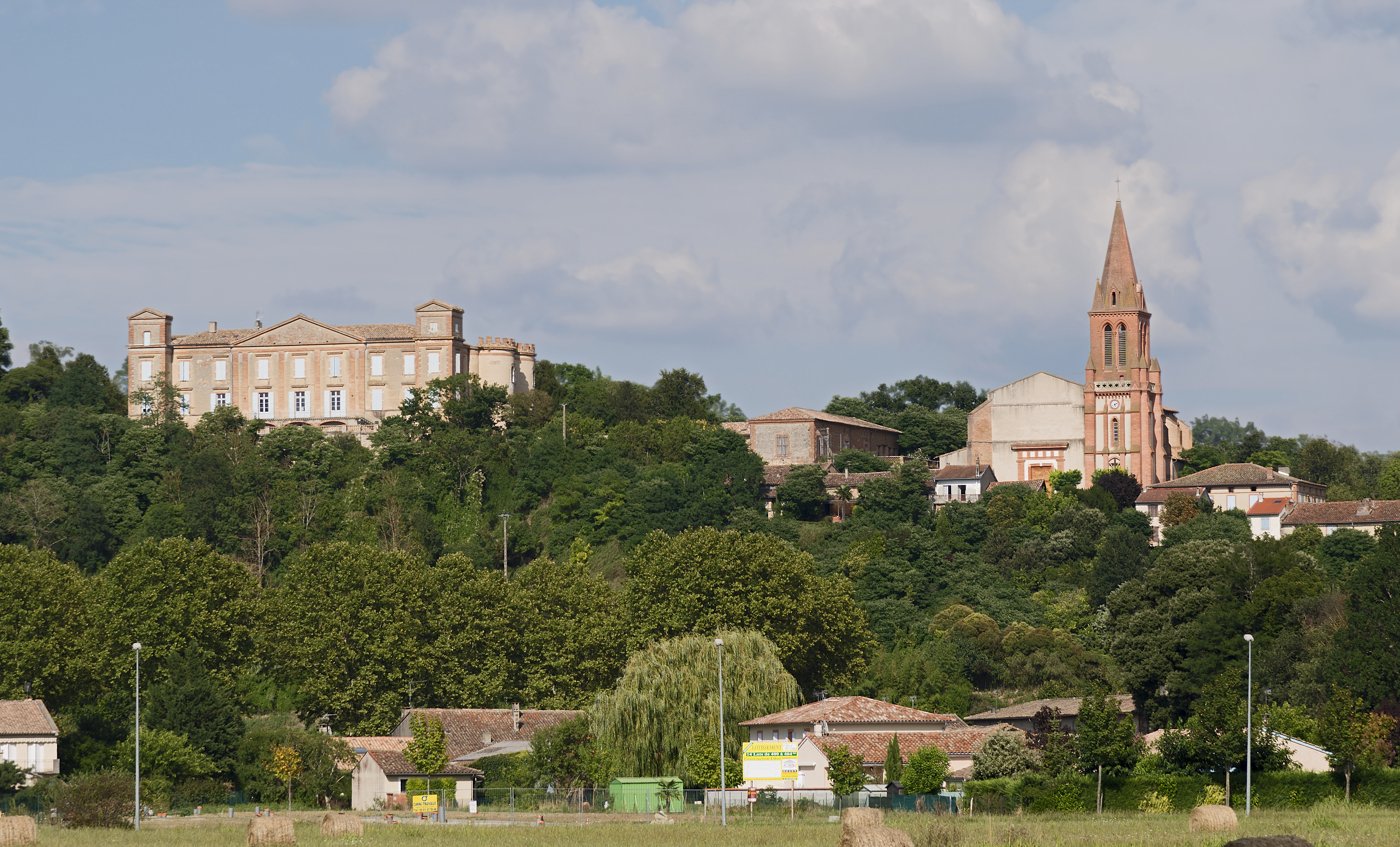
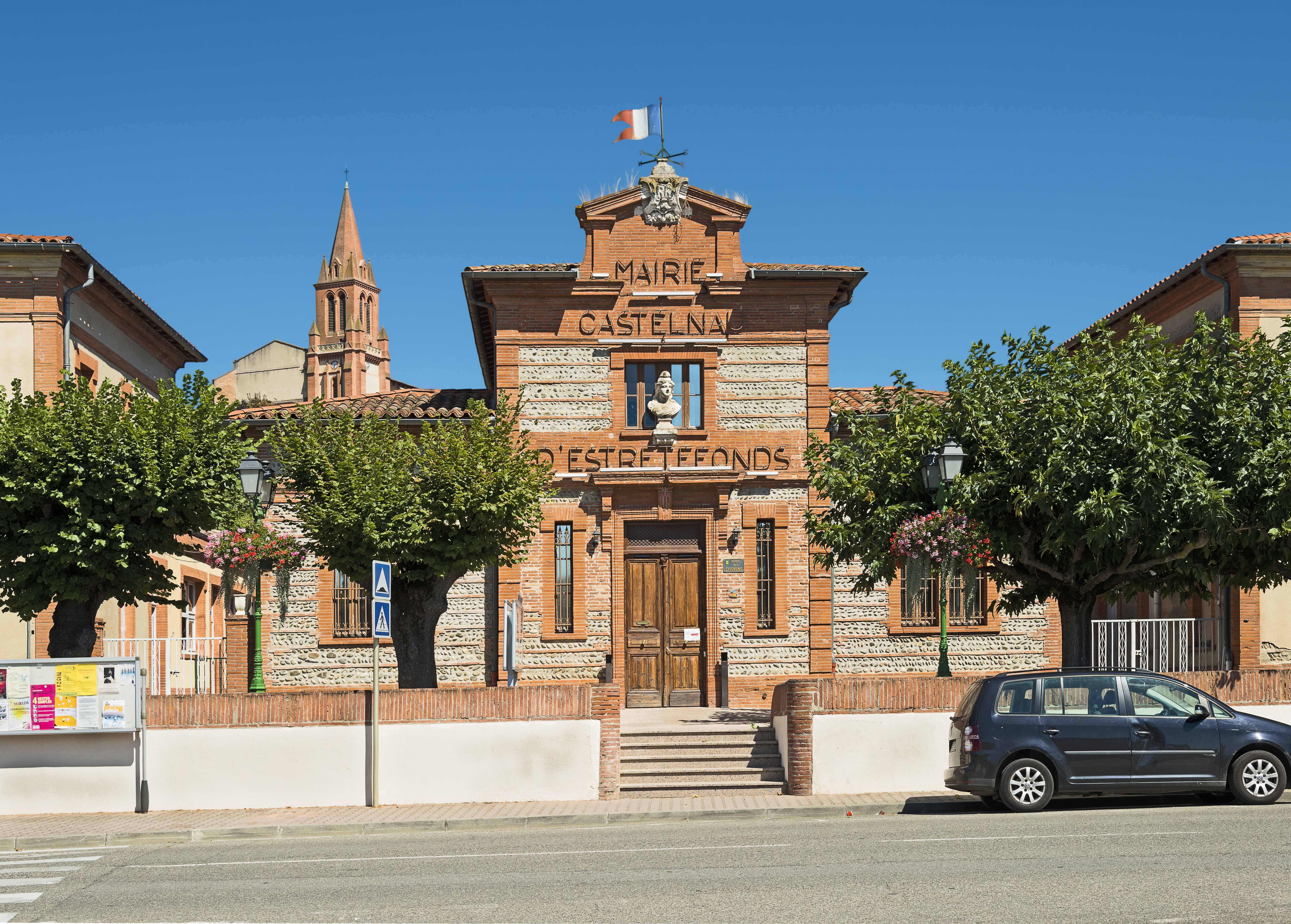
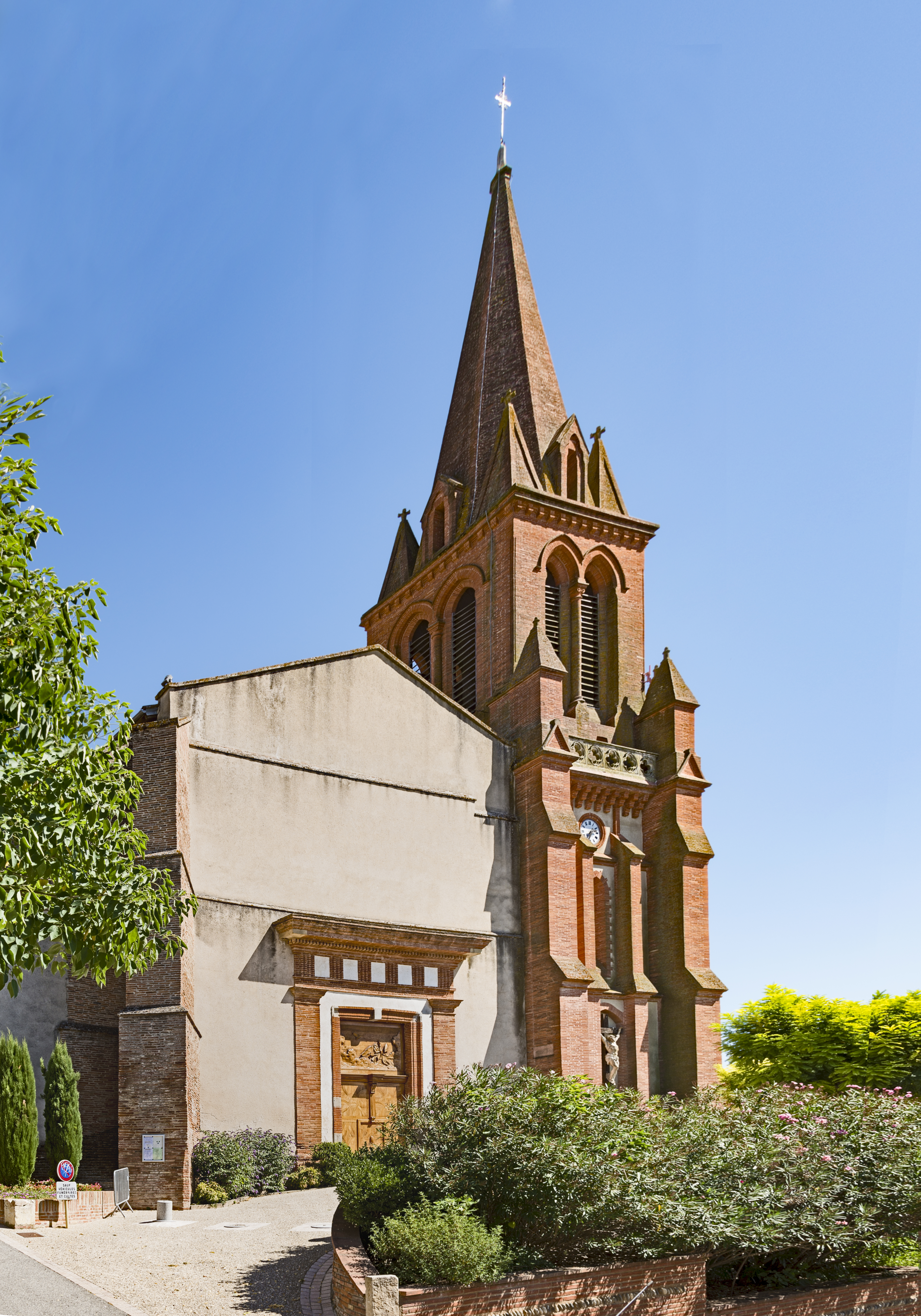
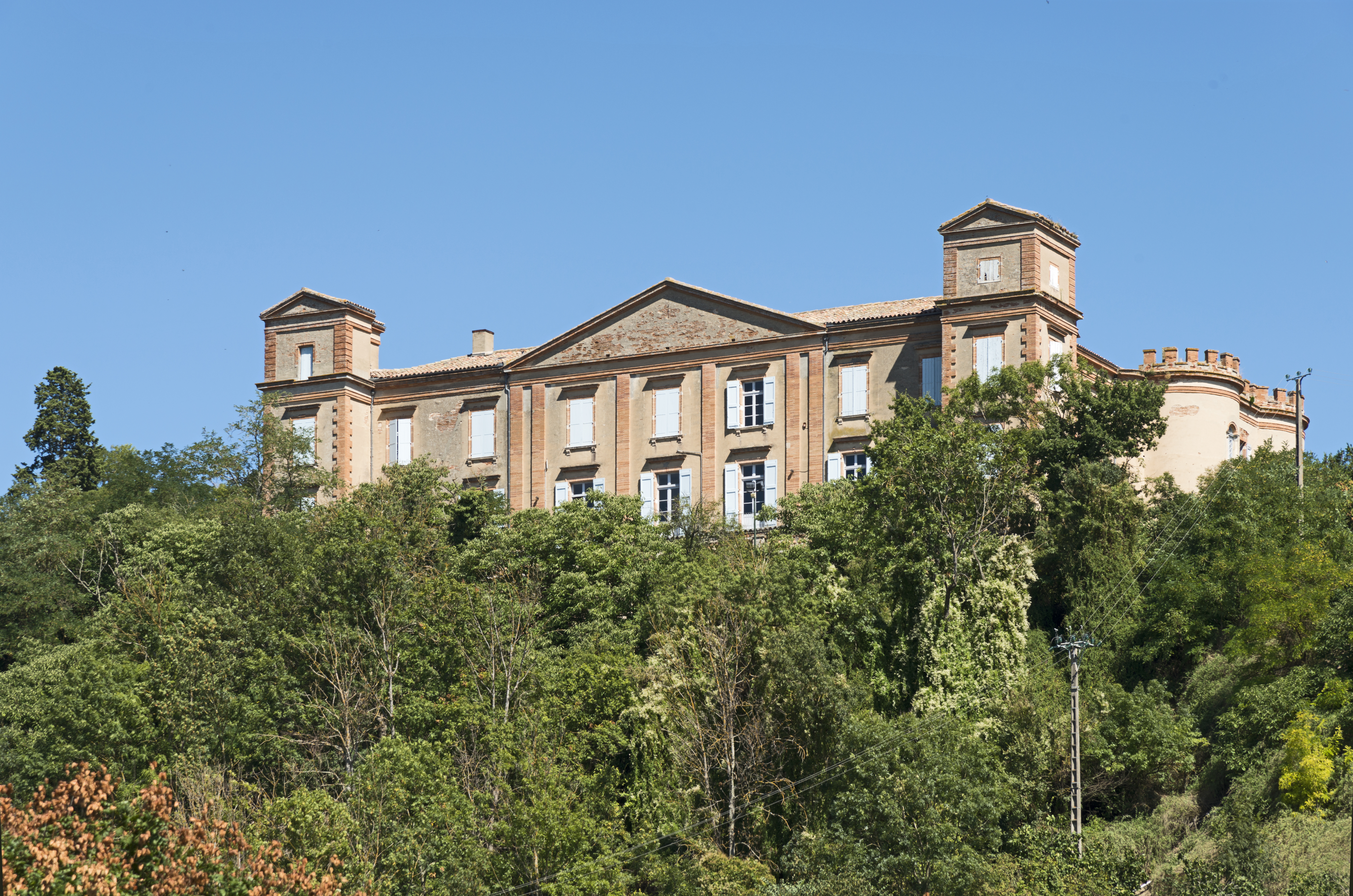